# Суховей, Дарья Алексеевна
Дарья Алексеевна Суховей (род. 25 марта 1977, Ленинград) — российский поэт, филолог и литературный критик.

## Биография
Окончила филологический факультет Санкт-Петербургского университета, кандидат филологических наук (диссертация «Графика современной русской поэзии», научный руководитель Л. В. Зубова). По поводу своей научной работы Суховей заметила в одном из интервью: «мы пытаемся оправдать развитие поэтических техник как адекватное структуре современного мира движение». Сотрудник музея-квартиры Михаила Зощенко.

## Деятельность
Публиковалась в журналах «Новое литературное обозрение», «Арион», «Октябрь», «Дети Ра», «Воздух» и др. как литературный критик со статьями о творчестве таких авторов, как Генрих Сапгир, Михаил Ерёмин, Анна Альчук, Гали-Дана Зингер.
Стихи печатались в журналах «Воздух», «Дети Ра», «Крещатик», «Интерпоэзия»,  «Зинзивер». Выпустила два сборника стихов в самиздате, за которыми последовали книги «Каталог случайных записей» (М.: АРГО-РИСК; Тверь: Kolonna, 2001) и «Потома не будет» (СПб.: Своё издательство, 2013).
С 1999 года ведёт в Интернете «Санкт-Петербургский литературный гид» — расписание литературных событий в Санкт-Петербурге. С 2001 г. проводит ежегодный Майский фестиваль новых поэтов, с 2011 г. фестиваль «Авант».